# 子良廟
子良廟，是臺灣臺南市佳里區的一個傳統地域名稱，位於該區東部。相較於今日行政區，其範圍大致包括子龍里不含西南端、民安里北半葉的東部。
本地區境內主要聚落為子良廟、後庄、潭墘、菜藔，子龍國小位於子良廟聚落與菜藔聚落中間。

## 歷史
子良廟原為子龍廟所在地，再訛作臺語同音的「子良廟」（Tsú-liông-biō）。
台灣日治初期，子良廟地區為一街庄，稱為「子良廟庄」（舊制街庄），隸屬於佳里興堡。該庄昔日北與佳里興庄、海埔庄為鄰，東與蔴荳口庄為鄰，南邊為後營庄，西邊為新宅庄。
1901年（日治明治三十四年）11月11日，全台廢縣廳改設二十廳，該庄隸屬於鹽水港廳。1904年（明治三十七年）4月1日，該庄編入「子良廟區」，隸屬於鹽水港廳。1906年（明治三十九年）4月1日，鹽水港廳內管轄區域調整，該庄改隸屬於「佳里興區」。1909年（明治四十二年）10月25日，全台合併二十廳為十二廳，佳里興區改隸屬於臺南廳。1920年（大正九年）10月1日，全台地方制度大改正，廢十二廳改設五州二廳，該庄改制為「子良廟」大字，隸屬於臺南州北門郡佳里庄（新制街庄）。1933年12月20日，佳里庄改制為佳里街。
戰後佳里街改制為佳里鎮，隸屬於臺南縣，大字亦改制為里。1950年（民國39年）10月25日，雲、嘉、南分治，佳里鎮仍隸屬於臺南縣。2010年（民國99年）12月25日，臺南縣、市合併為直轄臺南市，佳里鎮改制為佳里區。

## 聚落

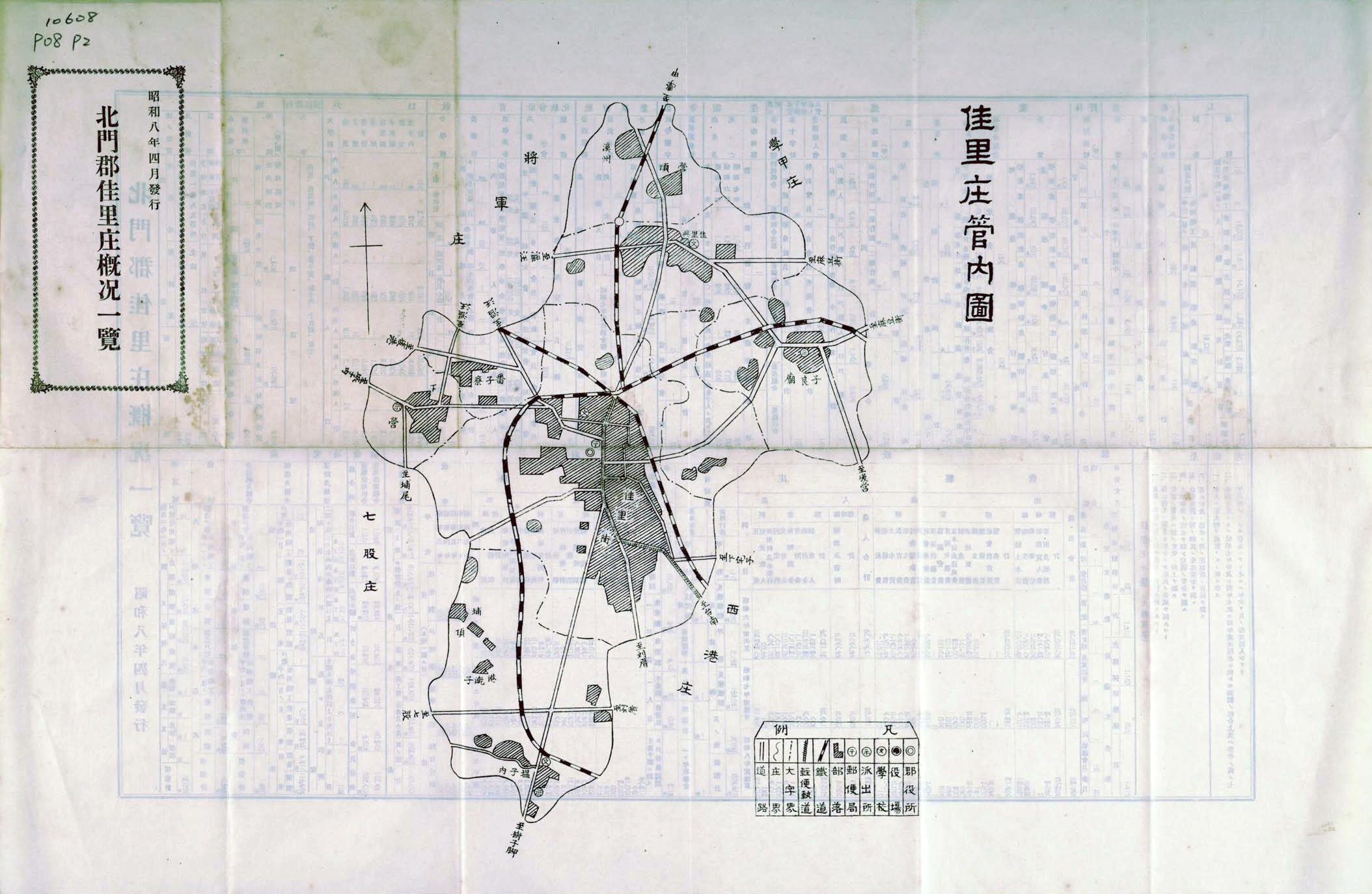
昭和八年（1933年）的佳里庄管內圖，可見佳里興聚落位於佳里庄東部。

本地區發展較早的聚落為子良廟、後庄、潭墘、菜藔，在日治初期的官方地圖上已有記載。

## 交通
市道176號是新山子寮至隆田的道路，經過本地區子良廟聚落。由該道路西行可前往佳里區佳里市區、七股區，並止於省道台76線七股交流道西側，東行可前住麻豆區、官田區，並止於隆田聚落的省道台1線路口。
區道南47線是佳里興至後營的道路，經過本地區子良廟聚落，其中部分路段與市道176號共線。
區道南51線是佳里興至下宅子的道路，經過本地區西部的菜藔聚落西郊。

## 學校
- 子龍國小

## 廟宇
- 佳里永昌宮，主祀趙子龍，故又稱「子龍廟」，為本地區地名源由。

## 名人
- 林芳年：文學家。為「北門七子」之一。
- 林金莖：外交官。曾任駐日代表。